# Знаменка (Багратионовский район)
Знаменка — посёлок в Багратионовском районе Калининградской области. Входит в состав Пограничного сельского поселения.

## География
Располагается в 43 км северо-западнее Багратионовска. До побережья Калининградского залива около 3 км на запад.

## История
Посёлок до 1946 года назывался Хоппенбрух (нем. Hopenbruch) и имеет немецкое происхождение названия.
В 1818-1871 годах входил в состав Прусского королевства (Восточно-Прусская провинция), в 1871-1918 годах — Германской империи, в 1918-1933 годах — Веймарской республики, а в 1933-1945 годах — Третьего рейха (в составе Кёнигсбергского округа Шталлупёненского (Шиленского) района).
26 марта 1945 года воины 352-й стрелковой дивизии 36-го стрелкового корпуса 5-й армии 3-го Белорусского фронта взяли посёлок Гросс Хоппенбрух.
После Второй мировой войны территория была передана СССР. С 7 апреля по 6 сентября 1946 года посёлок относился к Кройцбургскому району, затем вошёл в состав Багратионовского района. С 25 июня 1947 года по 30 июня 2008 года находился в административном подчинении Пятидорожненского сельсовета.
С 2008 года Знаменка входит в состав Пограничного сельского поселения Багратионовского муниципального района Калининградской области.

### Административная принадлежность
- 1818—1945 — Шталлупёненский район, Кёнигсбергский округ
- 1945—1946 — Восточная Пруссия, СССР
- 1946—1946 — Кройцбургский район, СССР
- 1946—2008 — Пятидорожненский сельсовет, Багратионовский район, Калининградская область
- с 2008 — Пограничное сельское поселение, Багратионовский муниципальный район, Калининградская область

## Население
| 2002 | 2010 |
| ---- | ---- |
| 53   | ↘48  |